# Lisa Wu
Sharon Millette Wu (Inglewood, California; 23 de enero de 1973), conocida como Lisa Wu, es una personalidad de televisión, actriz y diseñadora estadounidense. Es más conocida por haber participado en los realities The Real Housewives of Atlanta (2008-2023) y Hollywood Divas (2014-2016).

## Vida personal
Lisa nació y creció en Inglewood, California, siendo una de nueve hermanos. Su padre, Stanley Wu, es chino-estadounidense de primera generación, y su madre, Victoria Brislis-Wu, es de ascendencia afrocaribeña. Expresó numerosas veces que su familia fue objeto de comentarios discriminatorios en su vecindario. Uno de sus hermanos, Meho, es difunto, y se le vio afligida por el aniversario de su muerte en una de las temporadas de The Real Housewives of Atlanta.
Estuvo casada con el cantautor Keith Sweat durante diez años (1992-2002). La pareja tuvo dos hijos: Jordan (1995) y Justin (1998).
En 2005, Wu se casó con el exjugador de la NFL Ed Hartwell, y la pareja tuvo un hijo, Ed, Jr. Ed Hartwell solicitó el divorcio el 24 de agosto de 2011; se finalizó el 7 de octubre de 2011, con el documento judicial que dictamina su nombre como Sharon Millette Hartwell.

## Filmografía

### Film
| Año  | Título                          | Rol                       | Notas |
| ---- | ------------------------------- | ------------------------- | ----- |
| 2003 | Black Ball                      | Sharon                    |       |
| 2013 | The Internship                  | Jeggins                   |       |
| 2013 | At Mamu's Feet                  | Jalisa                    |       |
| 2014 | Envy or Greed                   | Adrienne Connell          | Short |
| 2014 | First Impression                | Katrinah                  |       |
| 2014 | Atlanta (ATL) Undercover        | Whitney                   |       |
| 2016 | Definitely Divorcing            | Valerie                   |       |
| 2016 | Billy Lynn's Long Halftime Walk | Lisa                      |       |
| 2017 | The White Sistas                | Gabriella White           |       |
| 2017 | Providence Island               | Louisa                    |       |
| 2019 | Professor Mack                  | Rosalyn Mack              |       |
| 2019 | London Mitchell's Christmas     | Mercedes Mitchell         |       |
| 2020 | Stolen Lilies                   | Mrs. Lacey                |       |
| 2020 | Pinch                           | Detective Marsh           |       |
| 2021 | Envision                        | -                         |       |
| 2021 | Letters from the Bottle         | Chica de azul             |       |
| 2022 | Rift                            | Agente supervisora Greene |       |

### Televisión
| Año       | Título                                    | Rol              | Notas                                                          |
| --------- | ----------------------------------------- | ---------------- | -------------------------------------------------------------- |
| 2008-2024 | The Real Housewives of Atlanta            | Ella misma       | Principal: temporadas 1-2, Invitada: temporadas 3, 9-10, 14-15 |
| 2010      | ¿Quién quiere ser millonario?             | Ella misma       | Episodio: "The Real Housewives of Millionaire 5"               |
| 2010      | Meet the Browns                           | Jenny            | Episodio: "Meet the Stepdaughter"                              |
| 2014-16   | Hollywood Divas                           | Ella misma       | Elenco principal                                               |
| 2015      | Love & Hip Hop Atlanta: After Party Live! | Ella misma       | Episodio: "After Party Live! 414"                              |
| 2015      | Born Again Virgin                         | Lisa             | Episodio: "Go Hard or Go Home"                                 |
| 2016      | Nubbin & Friends                          | Lena Chick       | Episodio: "The Letter "A""                                     |
| 2019      | Last Call                                 | Miranda          | Episodio: "Stupid Cupid"                                       |
| 2021      | Saints & Sinners                          | Felicia Thompson | Recurrente: temporada 5                                        |
| 2022      | Tales                                     | Jameela          | Episodio: "Murder She Wrote"                                   |